# 약둔림

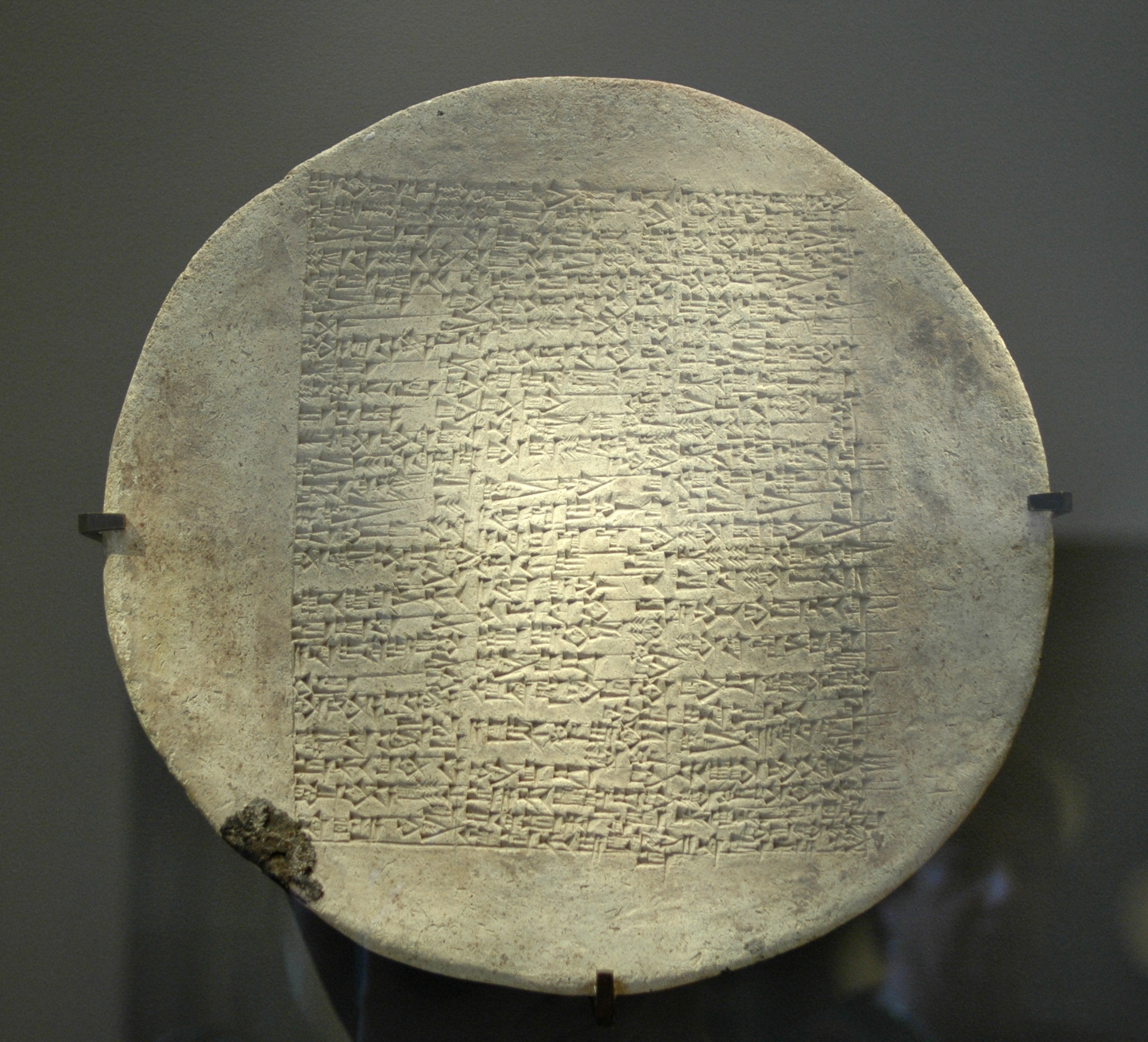

약둔림은 기원전 19세기에 상부 메소포타미아의 마리 왕이었다. 아모리트계로서 그는 그의 부왕 야기트림의 사후 왕이되었다. 약둔림은 마리를 건설하여 지역의 주요 강대국 중의 하나로 성장하였다. 그는 지중해 연안으로의 성공적인 원정을 이끌었다. 그의 왕국은 예를 들면 가나안 인과 같은 다양한 유목민족에 의한 침입으로 위협받았다. 그러나 그는 그들을 굴복시켜서 조공을 바치게 하였다. 내부의 평화를 달성한 후에 그는 샤마슈신에게 사원을 지어 바쳤다.
다른 곳에서는 샴시-아닷 1세 아시리아의 왕이 되었다. 약둔림은 삼시아닷의 팽창 계획에 위협받는 왕들의 구조 요청을 받았으나 그가 샴시아닷에 대항하여 움직일 수 있기 전에 그의 부하에 의해 암살되었다. 뒤따르는 혼란중에 샴시아닷은 마리를 점령하였다. 짐리림은 약둔림의 왕자이자 상속자로 알레포로 달아나야 했다. 그곳에서 그는 샴시아닷의 사망시까지 도망자로 남았다.